# William Dorsey Pender
William Dorsey Pender (Contea di Edgecombe, 6 febbraio 1834 – Staunton, 18 luglio 1863) è stato un generale statunitense.
Iniziò la sua carriera militare nell'nell'esercito degli Stati Uniti d'America, per dimettersi all'atto della secessione degli stati del sud, che costituirono gli Stati Confederati d'America. Si arruolò nell'esercito confederato di cui divenne successivamente generale di brigata. Durante la guerra civile si distinse in numerose battaglie, tra cui quella di Gettysburg, dove venne ferito a morte.

## Biografia
William Dorsey Pender, o Dorsey Pender come era noto ai suoi amici, nacque il 6 febbraio 1834  nella piantagione di Pender's Crossroads, situata nella Contea di Edgecombe nella Carolina del Nord, figlio di James e Sally Routh Pender.  Nel 1854 entrò presso l'United States Military Academy di West Point, nella classe di Custis Lee, Stephen D. Lee e James Ewell Brown Stuart. Uscì dall'Accademia nel 1854  con il grado di sottotenente assegnato al 1º Reggimento di artiglieria. Successivamente prestò servizio nel 2º reggimento di artiglieria, e poi nel 1° Dragoni (cavalleria pesante) dove fu promosso al grado di tenente nel 1858. In tale Reggimento prestò servizio attivo sulla frontiera nel Nuovo Messico, California, Oregon, distinguendosi per il personale coraggio dimostrato combattendo contro le tribù indiane nel Territorio di Washington. Il 3 marzo 1859 sposò Mary Francis Hon. Nel 1860 fu promosso aiutante di campo del Reggimento.

### La guerra civile
Il 21 marzo 1861 si dimise dall'esercito degli Stati Uniti, rassegnò le sue dimissioni perché non poteva combattere contro il sud. Promosso capitano dell'esercito provvisorio, è fu messo a capo del reclutamento a Baltimora, nel Maryland. Nel mese di maggio fu eletto colonnello comandante del 3º Reggimento Volontari del North Carolina e poi del 6º Reggimento di fanteria della Carolina del Nord. Esordì in combattimento con successo durante la battaglia di Seven Pines nel giugno 1862.   All'indomani della battaglia il presidente confederato Jefferson Davis lo promosse personalmente al rango di generale di brigata. Egli assunse il comando di una Brigata della Carolina del Nord inquadrata nella Divisione Leggera  al comando del maggior generale Ambrose Powell Hill.
Durante la battaglia di Seven Days, Pender si rivelò un comandante di brigata particolarmente aggressivo.  Durante la battaglia di Glendale rimase ferito al braccio ma recuperò abbastanza velocemente da riprendere il comando della brigata durante la battaglia di Ceder Mountain, per partecipare poi a alla battaglia di Bull Run (dove ricevette una ferita alla testa a causa di un proiettile esplosivo), a quella di battaglia di Harpers Ferry, e di battaglia di Antietam. Ad Antietam, Pender arrivò nel momento giusto insieme con A.P .Hill, dopo una marcia di 17 miglia, per salvare l'Armata della Virginia Settentrionale da una grave sconfitta sul suo fianco destro.
Durante la battaglia di Fredericksburg fu nuovamente ferito al braccio sinistro, ma l'osso rimase intatto ed egli continuò ad esercitare l'azione di comando, nonostante lo spettacolo del suo cavallo che morì dissanguato per le ferite riportate. A Chancellorsville, il 2 maggio 1863, il generale A.P. Hill rimase ferito, e Thomas "Stonewall" Jackson durante la marcia per attaccare l'XI Corpo d'armata unionista gli affidò il comando della sua Divisione.  Il giorno dopo Pender fu ancora una volta ferito al braccio, questa volta in maniera lieve, da parte di un proiettile che aveva ucciso, trapassandolo, un ufficiale che si trovava di fronte a lui. Dopo la morte di Jackson, il generale Robert Edward Lee riorganizzò l'esercito confederato promuovendo A.P. Hill al comando del III Corpo d'armata di recente formazione. Alla giovane età di 29 anni Pender fu promosso al grado di maggiore generale, assumendo il comando di una Divisione. Egli era ben considerato dai suoi superiori, il generale Lee scrisse a Jefferson Davis: Pender è un eccellente ufficiale, attento, operoso e coraggioso; ha ben contribuito in ogni battaglia, e, credo, ferito in quasi tutte loro. In seno all'Armata della Virginia Settentrionale la sua Divisione partecipò all'invasione della Pennsylvania. Il 30 giugno la Divisione si accampò nei pressi di Cashtown.

### La battaglia di Gettysburg
Il 1º luglio 1863 la sua divisione si trasferì a sostegno di quella del maggior generale Henry Heth, dal Chambersburg Pike verso Gettysburg. Heth aveva incontrato forte resistenza da parte dell I Corpo d'armata unionista, più di quanto si aspettasse e il suo primo assalto fu respinto.  Insolitamente, per il normalmente aggressivo Pender, non avanzò immediatamente in soccorso di Heth, ma prese posizione su Herr Ridge attendendo gli sviluppi. Durante il secondo assalto alle posizioni nordiste effettuato da Heth quel giorno, Hill ordinò a Pender di sostenere Heth, ma quest'ultimo rifiutò l'assistenza e Pender mantenne la sua divisione nelle retrovie. Per la seconda volta nel corso della giornata nel suo assalto al McPherson Ridge, Heth incontrò più resistenza di quanto si aspettasse. Rimasto ferito durante l'azione e non poté chiedere l'assistenza di Pender, che aveva in precedenza rifiutato. Hill ordinò a Pender di attaccare la nuova posizione unionista sul Seminary Ridge circa alle 04:00. L'assalto di 30 minuti compiuto da tre delle sue brigate fu molto sanguinoso, e la brigata del generale Alfred M. Scales fu quasi completamente distrutta dal fuoco dell'artiglieria unionista che usava proiettili a mitraglia detti canister. Alla fine l'assalto gli uomini di Pender costrinsero le truppe unioniste a ritirarsi attraverso la città di Gettysburg.
Il 2 luglio la sua divisione prese posizione presso il Seminario luterano. Durante l'attacco en echelon, iniziato dal I Corpo d'armata del generale James Longstreet con un assalto sulla destra, alla cima del Little Round Top attraverso il Peach Orchard, la divisione di Pender ebbe il compito di continuare la sequenza di attacco vicino alla Cemetery Hill, a sinistra dell'attacco lanciato dal maggiore generale Richard H. Anderson contro Cemetery Ridge. Durante l'attacco il generale fu ferito alla coscia da un frammento di proiettile sparato da Cemetery Hill, e il comando della divisione fu assunto dal brigadiere generale James H. Lane. Il cambio di comando fece perdere lo slancio dell'attacco, e nessun efficace assalto fu portato a termine. Trasferito a Staunton, in Virginia, il 18 luglio gli si ruppe un'arteria della gamba. Nell'estremo tentativo si salvarlo i chirurghi gli amputarono la gamba, ma si spense due ore dopo.
Il suo corpo fu sepolto presso il Calvary Churchyard di Tarboro, Carolina del Nord. Gli sopravvissero la moglie  e i tre figli, Samuel Turner, William D. e Stephen Lee Pender.
Per commemorare la sua memoria lo stato gli intitolò una contea, la Contea di Pender, istituita nel 1875. Nel 1965 apparve, postumo, il libro The General to his Lady: The Civil War letters of William Dorsey Pender to Fanny Pender. Anche l'US Navy decise di commemorare la memoria del valoroso generale confederato, intitolandogli una della navi della classe Liberty, la SS William D. Pender, costruita nel corso della seconda guerra mondiale.